# Hedyotis ponapensis
Hedyotis ponapensis är en måreväxtart som först beskrevs av Theodoric Valeton, och fick sitt nu gällande namn av Ryozo Kanehira. Hedyotis ponapensis ingår i släktet Hedyotis och familjen måreväxter.

## Underarter
Arten delas in i följande underarter:
- H. p. ponapensis
- H. p. robusta